# Ролан Вагнер
Рола́н К. Ва́гнер (фр. Roland C. Wagner; 6 вересня 1960 — 5 серпня 2012) — французький письменник гумористичної наукової фантастики. З часу свого професійного дебюту в 1981 році він написав близько ста новел та близько півсотні романів. Він був єдиним письменником, який сім разів отримував премію Роні-старшого, а також багато інших нагород.

## Біографія
Роланд Вагнер народився в Баб-ель-Уеді (Алжир) під час війни за незалежність. Після війни, як і багато інших франкоалжирців, його сім'я покинула Алжир і оселилася в Кламарті. Протягом усієї молодості Вагнер був завзятим читачем Fleuve Noir Anticipation та інших науково-фантастичних оповідань. Власні оповідання він почав писати у віці 15 років. У 1981 році він отримав премію Роні-старшого за свою новелу «Частка». 5 серпня 2012 року Вагнер загинув в автомобільній аварії.

## Псевдоніми
Ім'я при народженні — Ролан Вагнер. Пізніше він додав «C.» до свого підпису, з огляду на існування тезок: окрім футболіста Ролана Вагнера і міського голови Парруа Ролана Вагнера, існував ще один письменник з таким само ім'ям і прізвищем, що публікувався у 1980-х. Цей ініціал може бути скороченням другого імені, на манір американських письменників, але так і не був розшифрований автором, якщо не рахувати жартівливих тлумачень, наприклад, новела Honoré a disparu («Оноре зникнув») підписана Roland Cochon Wagner (від фр. cochon — «свиня»).
Свої ранні твори у фензинах він публікував під різноманітними псевдонімами, такими як Richard Wolfram, Henriette de la Sarthe чи Paul Geeron, причому від їхніх осіб він іноді вступав у полеміку із самим собою.
Під псевдонімом Richard Wolfram (Рішар Вольфрам) він видав близько 20 романів у серії Blade & Baker, написаних для Джиммі Гіє.
Також він користувався колективним псевдонімом Red Deff з Жаном-Марком Ліньї; зокрема, з ним вийшли романи «Психопомпи Клаша» у 1990 р. і «Сінсе тяжіє до 21» у 1991 р.

## Основні твори

### Histoire d'un futur
«Паризькі таємниці майбутнього» (фр. Les Futurs Mystères de Paris) має «прозорий» (не зовсім невидимий) приватний детектив. Починаючи з «Куля з нічого» (фр. La Balle du néant), цей цикл містить дев'ять назв (аж до фр. Mine de rien, 2006) всередині більшого набору, включаючи «Пісня про космос» (фр. Le Chant du cosmos), казка в далекому майбутньому, яка описує розумову гру, натхненну Ґо.

### Rêves de Gloire
«Мрії про Славу» (фр. Rêves de Gloire) — це альтернативна історія Алжиру з кількома точками розбіжності. Одна з них — убивство Шарля де Голля перед Евіанською угодою.

### Інші твори
Роланд Вагнер писав під численними псевдонімами, включаючи Рішара Вольфрама та Ред Деффа.
«Сезон відьом» (фр. La Saison de la sorcière, 2003) проходить у Франції з надзвичайно високим рівнем поліцейської безпеки, на яку вторглися США. Роман отримав премію «Боба Моран» та премію Роні-старшого в 2004 році. «Час поїздки» (фр. Le Temps du voyage, 2005) — космічна опера в стилі Джека Венса.
Він також написав альтернативну біографію Горварда Лавкрафта під назвою «HPL (1890—1991)», яка перекладена англійською мовою, та декілька пастишів відомих авторів фантастики. Наприклад, його три закони роботизованої сексуальності пародіюють історії роботів Ісаака Азімова.

## Інші види діяльності

### Музика
Він також писав тексти для рок-гуртів і є членом ейсид-панк-гурту «Brain Damage», який почав свою діяльність з 1977 року.

## Нагороди та відзнаки
Астероїд 428102 Роландвагнер, виявлений астрономом Бернардом Крістофом в обсерваторії Сен-Салпіце у 2006 році, був названий на його честь.. Офіційна назва цитування була опублікована Центром малих планет 2 лютого 2017 року (M.P.C. 103030).

## Вибрана бібліографія (романи)
- Le Serpent d'angoisse (1987)

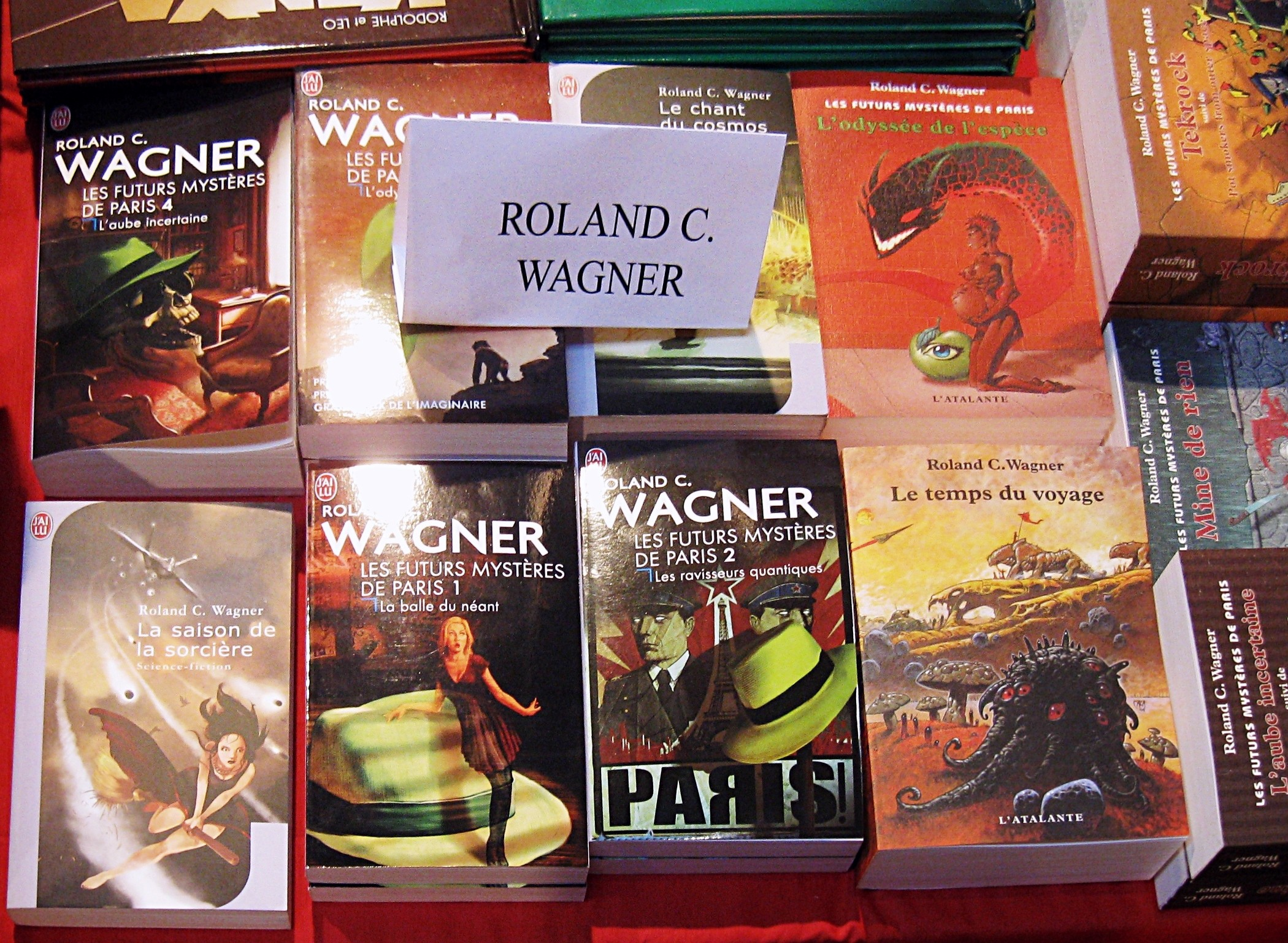

- Poupée aux yeux morts (1988) (альтернативна назва: L'Œil du fouinain)
- Le paysage déchiré (1989)
- Les derniers jours de mai (1989)
- Les Psychopompes de Klash (1990)
- La Sinsé gravite au 21 (1991)
- Cette crédille qui nous ronge (1991)
- La Balle du néant (1996)
- Квантики Les Ravisseurs (1996)
- L'Odyssée de l'espèce (1997)
- L'Aube incertaine (1997)
- Текрок (1999)
- Le Chant du Cosmos (1999)
- Tøøns (2000)
- Musique de l'énergie (2000 — збірка оповідань)
- Бабалума (2002)
- Kali Yuga (2003)
- La Saison de la sorcière (2003)
- Le Temps du voyage (2005)
- Pax Americana (2005)
- LGM (2006)
- Mine de rien (2006)
- Rêves de Gloire (2011)